# Gerrard (Kolorado)
Gerrard – jednostka osadnicza w Stanach Zjednoczonych, w stanie Kolorado, w hrabstwie Rio Grande.